# زبان پیت‌کرنی

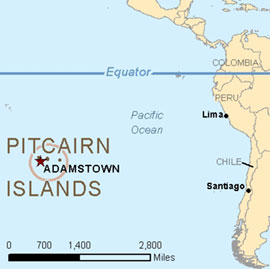
زبان پیت‌کرنی

پیت‌کرنی (Pitkern) یا پیت‌کرن-نورفکی یک زبان رمزی است که در قرن هجدهم با ترکیب انگلیسی و تاهیتیایی ساخته شده‌است. پیت‌کرنی زبان اصلی جزایر پیت‌کرن است، اگرچه در جزیره نورفوک بیشتر گفتگو می‌شود. این زبان اگرچه در جزایر اقیانوس آرام صحبت می‌شود، به دلیل عدم ارتباط با سایر کریول‌های اقیانوس آرام، کریول اطلسی توصیف می‌شود. در جزیره پیت‌کرن، آخرین قلمرو باقی‌مانده انگلیس در اقیانوس آرام جنوبی، حدود ۵۰ سخنران پیت‌کرنی وجود دارد.